# Социалистический союз трудового народа Югославии

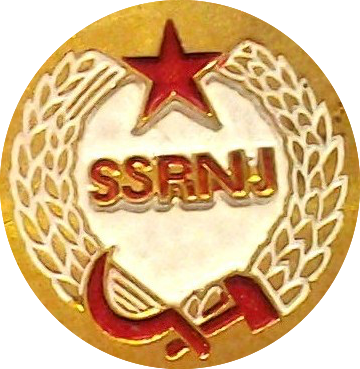
Значок ССТНЮ

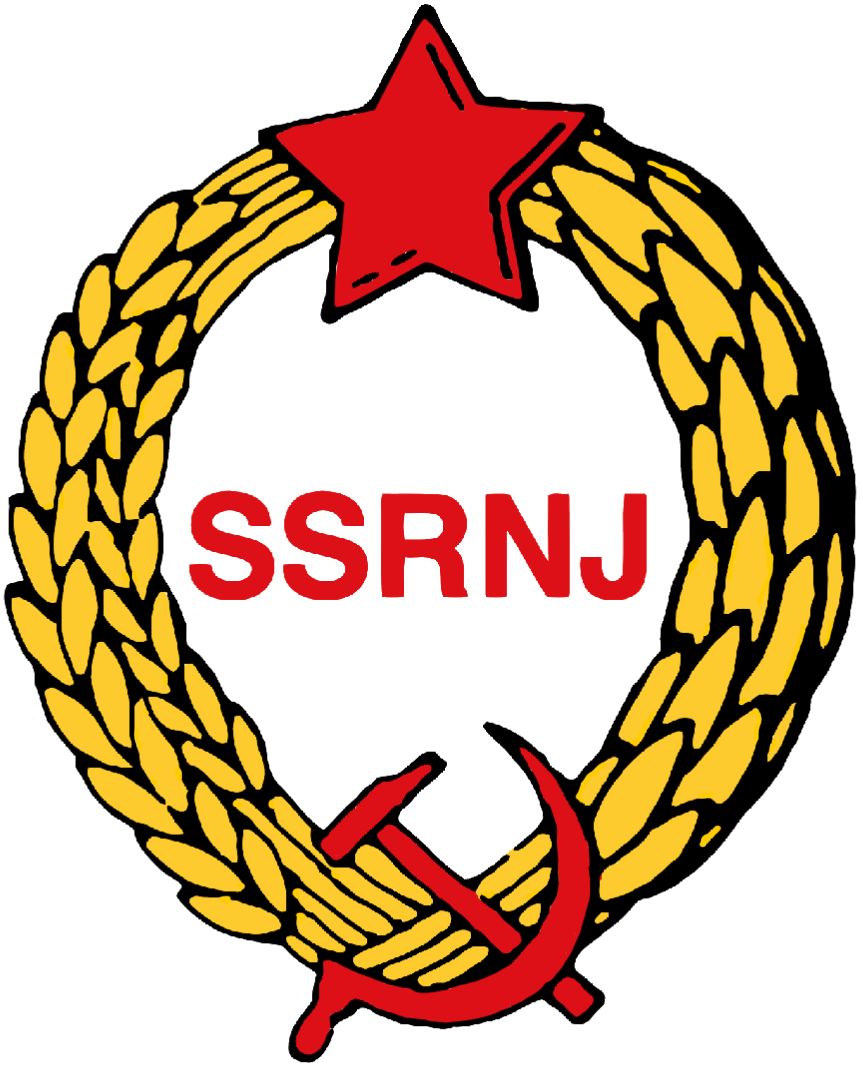
Эмблема ССТНЮ

Социалистический союз трудового народа Югославии (ССТНЮ) (сербохорв. Socijalistički savez radnog naroda Jugoslavije/Социјалистички савез радног народа Југославије, словен. Socialistična zveza delovnega ljudstva Jugoslavije, макед. Социјалистички сојуз на работниот народ на Југославија) — самая массовая и наиболее влиятельная общественно-политическая организация Социалистической Федеративной Республики Югославии. В 1990 году в её рядах состояло около 13 миллионов членов, то есть, бо́льшая часть взрослого населения страны.

## История
Создана в августе 1945 года, как Народный Фронт Югославии (Народни фронт Југославије), на основе Единого Фронта национального освобождения (Јединствени народноослободилачки фронт Југославије),  массовой организации всех патриотических и антифашистских сил во главе с рабочим классом, действовавшей во время национально-освободительной борьбы 1941—1945 годов, против фашистов и их союзников.
С 1953 года — Социалистический союз трудового народа Югославии.
Включал в себя Союз социалистической молодёжи Югославии (Савез социјалистичке омладине Југославије) (до 1962 года — Народная молодёжь Югославии (Народна омладина Југославије))(молодёжная секция СКЮ), Антифашистский фронт женщин (Антифашистички фронт жена) (женская секция СКЮ), Союз профсоюзов Югославии (Савез синдиката Југославије) (профцентр СКЮ) (до 1948 года — Единые профсоюзы рабочих и работников Югославии (Јединствени синдикати радника и намештеника Југославије)), Союз объединений борцов народно-освободительной войны (Савез удружења бораца Народноослободилачког рата Југославије).
Как и все другие организации в Югославии, Социалистический союз трудового народа Югославии был под полным контролем и управлением Союза коммунистов Югославии (до 1952 — Коммунистической партии Югославии).
Состоял из шести республиканских и двух автономных организаций. 
Согласно уставу (1975), ССТНЮ являлся общественно-политической формой объединения действий рабочего класса, крестьянства, интеллигенции и всех трудящихся слоев общества, возглавляемых Союзом коммунистов Югославии (СКЮ), в их борьбе за создание общественно-экономических, материальных, политических и культурных основ и отношений, обеспечивающих практическое осуществление и непрерывное развитие общественных отношений социалистического самоуправления и условий жизни и деятельности людей. 
ССТНЮ рассматривался в качестве политической основы системы самоуправления и социалистической демократии в Югославии, единого фронта организованных социалистических сил, в котором СКЮ как ведущая идейная и политическая сила, а также Союз профсоюзов, Союз социалистической молодёжи, Союз объединений ветеранов народно-освободительной войны, общественных организаций и объединения граждан обеспечивали на широкой политической платформе политическое единство и единство действий. Трудящиеся и другие граждане входили в организации ССТНЮ непосредственно или через общественно-политические, общественные организации и объединения, участвующие в работе ССТНЮ. 
Организационная основа ССТНЮ — формируемые по территориальному принципу местные организации, которые могут создавать низовые организации. Высший орган ССТНЮ — Союзная конференция, формируемая на принципах паритета из делегаций республиканских и краевых организаций ССТНЮ, делегаций общественно-политической организации и делегатов общественной организации и объединений граждан в федерации. Для принятия политических решений чрезвычайной важности, и если этого требует ход общественного развития, может быть созван съезд ССТНЮ. Политическим исполнительным органом Союзной конференции являлся Президиум, который избирал Секретариат. В состав Президиума ССТНЮ входили представители партии, вооруженных сил, профсоюзов, социалистической молодежи и других национальных организаций. 
ССТНЮ в своей деятельности выступал в роли арбитра при решении межнациональных вопросов, возникавших между республиками СФРЮ. 
Прекратил деятельность в 1990 году после роспуска  Союза коммунистов Югославии и введения многопартийной системы. 
Отдельные республиканские организации ССТНЮ превратились в политические партии социалистической ориентации (наиболее известные из них, Социалистическая партия Сербии ).